# Borat Sagdiyev
Borat Sagdiyev és un personatge de ficció satíric creat i representat per l'humorista jueu anglès Sacha Baron Cohen. Representa un periodista kazakh en el paper protagonista de la pel·lícula Borat: Cultural Learnings of America for Make Benefit Glorious Nation of Kazakhstan.
L'humor de Borat es basa a riure's de la societat mitjançant opinions escandaloses, la violació de tabús socials i l'ús d'un llenguatge i un comportament vulgars.